# Шайдурово (Свердловская область)
Шайдурово — деревня в Сысертском районе Свердловской области России. Входит в Сысертский муниципальный округ.
Ранее деревня входила в состав Октябрьского сельсовета Сысертского района.

## Географическое положение
Шайдурово расположено в верхнем течении реки Шайдурихи (левого притока реки Сысерти), в 20 километрах к юго-юго-востоку от города Екатеринбурга и в 14 километрах (по автотрассе в 16 километрах) к северо-северо-востоку от города Сысерти. Примерно посередине деревни находится запруда и небольшая плотина. В трёх километрах на запад от деревни проходит автомагистраль Екатеринбург — Челябинск. Климат благоприятствует здоровью жителей. Почва глинистая и каменистая; пашни гористые, изрезаны оврагами, для земледелия неудобны.

## История деревни
До 1868 года селение входило в состав прихода Свято-Троицкой церкви Арамильского села, а с 1868 года приход относился к Владимирской церкви Чердынцевского села. В 1900-х годах в деревине проживали государственные крестьяне, которые занимались в основном земледелием, а в зимнее время перевозкой железа из Сысертских заводов в Екатеринбург и на станцию «Мраморскую» Челябинской железной дороги.
В начале XX века по 14 числам августа ежегодно из села Черданцево в деревню до 1917 года совершался крёстный ход.

## Инфраструктура
В Шайдурове есть клуб, детский сад, фельдшерский пункт и почтовое отделение. Промышленных предприятий нет.
До деревни можно добраться на автобусе из Екатеринбурга и Сысерти.

## Хромовый рудник
В одном километре к югу от Шайдурова расположен геологический природный памятник — Хромовый рудник. Это заброшенный, заросший и полузаваленный карьер по добыче хрома глубиной до 25 метров. Возможное место нахождения ценных минералов и горных пород.
При посещении этой местности необходимо остерегаться заросших травой ям — глубоких шахт-колодцев, которых не видно в траве или под снегом.

## Население
| 2002 | 2010 | 2021 |
| ---- | ---- | ---- |
| 160  | ↗168 | ↗184 |

Структура
По данным Всероссийской переписи населения 2002 года, национальный состав деревни Шайдурово следующий: русские — 83 %, татары — 6 %, украинцы — 6 %, марийцы — 5 %. По данным переписи населения 2010 года, в деревне проживали 89 мужчин и 79 женщин.